# Saison 3 de Rock Academy
Chronologie
Saison 2
Cet article présente les épisodes de la troisième saison de la série télévisée américaine Rock Academy diffusée du 8 juillet 2017 au 8 avril 2018 sur Nickelodeon.
En France, la troisième saison est diffusée du 20 novembre 2017 au 25 mai 2018 sur Nickelodeon Teen.

## Distribution

### Acteurs principaux
- Breanna Yde (VF : Béatrice Wegnez) : Tomika
- Jade Pettyjohn (VF : Sophie Frison) : Summer
- Ricardo Hurtado (VF : Valéry Bendilali) : Freddy
- Lance Lim (VF : Esteban Oertli) : Zack
- Aidan Miner (VF : Thibaut Delmotte) : Laurence
- Tony Cavalero (VF: Philippe Allard) : Dewey finn
- Jama Williamson : la directrice Mullins

### Acteurs récurrents
- Ivan Mallon : Clark
- Brec Bassinger : Kale
- Will Kindrachuk : Asher

## Épisodes

### Épisode 1:Accroche-toi un peu
- États-Unis : 8 juillet 2017 sur Nickelodeon
- France : 20 novembre 2017 sur Nickelodeon Teen

- États-Unis : 1,03 million de téléspectateurs[1] (première diffusion)

- Ivan Mallon
- Augie Isaac
- Tamara Mello
- Christopher Darga

### Épisode 2:Je peux te dire un secret?
- États-Unis : 15 juillet 2017 sur Nickelodeon
- France : 21 novembre 2017 sur Nickelodeon Teen

- États-Unis : 0,91 million de téléspectateurs[2] (première diffusion)

- Brec Bassinger
- Will Kindrachuk

### Épisode 3:Les goûts et les couleurs
- États-Unis : 22 juillet 2017 sur Nickelodeon
- France : 22 novembre 2017 sur Nickelodeon Teen

- États-Unis : 1,14 million de téléspectateurs[3] (première diffusion)

- Ivan Mallon
- Augie Isaac

### Épisode 4:Le chef du groupe
- États-Unis : 29 juillet 2017 sur Nickelodeon
- France : 23 novembre 2017 sur Nickelodeon Teen

- États-Unis : 0,89 million de téléspectateurs[4] (première diffusion)

- Brec Bassinger
- David Anthony Higgins

### Épisode 5:La nouvelle Summer
- États-Unis : 5 août 2017 sur Nickelodeon
- France : 24 novembre 2017 sur Nickelodeon Teen

- États-Unis : 1,32 million de téléspectateurs[5] (première diffusion)

- Miriam Flynn
- David Pressman

### Épisode 6:Salaire minimum
- États-Unis : 12 août 2017 sur Nickelodeon
- France : 8 mai 2018 sur Nickelodeon Teen

- États-Unis : 1,00 million de téléspectateurs[6] (première diffusion)

- JoJo Siwa
- Chelsea Ricketts
- Jason Michael Snow

### Épisode 7:De vrais héros
- États-Unis : 18 novembre 2017 sur Nickelodeon
- France : 7 mai 2018 sur Nickelodeon Teen

- États-Unis : 1,06 million de téléspectateurs[7] (première diffusion)

- Ivan Mallon
- Will Kindrachuk

### Épisode 8:Rock le vent d'hiver
- États-Unis : 3 décembre 2017 sur Nickelodeon
- France : 9 mai 2018 sur Nickelodeon Teen

- États-Unis : 0,85 million de téléspectateurs[8] (première diffusion)

- Brec Bassinger
- Ivan Mallon
- Augie Isaac

### Épisode 9:Sois kool
- États-Unis : 7 janvier 2018 sur Nickelodeon
- France : 10 mai 2018 sur Nickelodeon Teen

- États-Unis : 0,60 million de téléspectateurs[9] (première diffusion)

- Hey Violet
- Haley B. Powell
- Shelby Simmons
- Marianne Muellerleile
- Michael Marc Friedman

### Épisode 10:Un tout petit mensonge
- États-Unis : 14 janvier 2018 sur Nickelodeon
- France : 11 mai 2018 sur Nickelodeon Teen

- États-Unis : 0,61 million de téléspectateurs[10] (première diffusion)

- David Pressman

### Épisode 11:Chien-chien d'amour
- États-Unis : 21 janvier 2018 sur Nickelodeon
- France : 14 mai 2018 sur Nickelodeon Teen

- États-Unis : 0,54 million de téléspectateurs[11] (première diffusion)

- Brec Bassinger
- Ivan Mallon
- Haley B. Powell
- Cole Jensen
- Bentley Green

### Épisode 12:L'amour est un champ de bataille
- États-Unis : 28 janvier 2018 sur Nickelodeon
- France : 15 mai 2018 sur Nickelodeon Teen

- États-Unis : 0,53 million de téléspectateurs[12] (première diffusion)

- Ivan Mallon
- Will Kindrachuk
- Augie Isaac

### Épisode 13:Question de confiance
- États-Unis : 11 février 2018 sur Nickelodeon
- France : 16 mai 2018 sur Nickelodeon Teen

- États-Unis : 0,73 million de téléspectateurs[13] (première diffusion)

- Kendall Schmidt
- Mindy Sterling

### Épisode 14:Ça pourrait lui manquer
- États-Unis : 18 février 2018 sur Nickelodeon
- France : 17 mai 2018 sur Nickelodeon Teen

- États-Unis : 0,61 million de téléspectateurs[14] (première diffusion)

- Ivan Mallon
- Max Jimenez
- Haley B. Powell

### Épisode 15:Même pas peur
- États-Unis : 25 décembre 2018 sur Nickelodeon
- France : 18 mai 2018 sur Nickelodeon Teen

- États-Unis : 0,60 million de téléspectateurs[15] (première diffusion)

- Brec Bassinger
- JoJo Siwa
- Lilimar
- Haley B. Powell
- Greg Romero Wilson
- Sean Whalen

### Épisode 16:Surprise surprise
- États-Unis : 4 mars 2018 sur Nickelodeon
- France : 21 mai 2018 sur Nickelodeon Teen

- États-Unis : 0,72 million de téléspectateurs[16] (première diffusion)

- Ivan Mallon
- Will Kindrachuk

### Épisode 17:Sauve qui peut
- États-Unis : 11 mars 2018 sur Nickelodeon
- France : 22 mai 2018 sur Nickelodeon Teen

- États-Unis : 0,70 million de téléspectateurs[17] (première diffusion)

- Kelly Perine
- Ivan Mallon
- Annie Cavalero
- Kevin Berntson

### Épisode 18:Chaque photo raconte une histoire
- États-Unis : 18 mars 2018 sur Nickelodeon
- France : 23 mai 2018 sur Nickelodeon Teen

- États-Unis : 0,65 million de téléspectateurs[18] (première diffusion)

- Ivan Mallon
- Haley B. Powell
- Saylor Bell
- Roni Akurati

### Épisodes 19 et 20:I Love Rock and Roll
Première partie :
- États-Unis : 1er avril 2018 sur Nickelodeon
- France : 24 mai 2018 sur Nickelodeon Teen

Deuxième partie :
- États-Unis : 8 avril 2018 sur Nickelodeon
- France : 25 mai 2018 sur Nickelodeon Teen

Première partie :
- États-Unis : 0,45 million de téléspectateurs[19] (première diffusion)

Deuxième partie :
- États-Unis : 0,67 million de téléspectateurs[20] (première diffusion)

- Jack Griffo
- Ivan Mallon
- Augie Isaac
- Alexander Neher

Invités spéciaux : Pete Wentz, Pat Monahan